# Colegio de la Inmaculada (Lima)
El Colegio de la Inmaculada es una institución educativa católica ubicada en el distrito de Santiago de Surco, en la ciudad de Lima, capital del Perú. Fue fundada en 1878, y es administrada por la Compañía de Jesús. Imparte enseñanza en los niveles de inicial, primaria y secundaria.

## Historia

### Antecedentes
Este colegio encuentra sus raíces en el antiguo Colegio Real de San Martín, creado por la Compañía de Jesús en Lima en 1582, el cual estaba dirigido a alumnos mayores de 12 años y menores de 24 años. Se impartían clases de gramática, filosofía y teología. También encuentra su origen en el Colegio del Príncipe para hijos de curacas que funcionaba en la Reducción de Cercado.
Durante aquel período, la Compañía de Jesús tuvo a su cargo diferentes instituciones educativas, dentro las cuales también destacan el Colegio Máximo de San Pablo de Lima, el Colegio del Príncipe y otros 15 colegios en otras ciudades del virreinato del Perú. Luego de la expulsión de los jesuitas del Perú, decretada por el rey de España Carlos III, continuó funcionando hasta 1770, cuando fue fusionado al Colegio Mayor de San Felipe y San Marcos, dando paso al Convictorio de San Carlos y desapareciendo tras 188 años de funcionamiento. Luego de la expulsión de los jesuitas de América y posteriormente la disolución de la Compañía de Jesús, está sería restaurada por el Papa Pío VII, en 1814.

### Fundación
Tras la independencia del Perú, los jesuitas regresaron al país luego de 104 años de ausencia. En el antiguo local del Colegio Máximo de San Pablo de Lima comienza a funcionar el Colegio De la Inmaculada en 1878. La clases iniciaron el 8 de abril, junto a la Iglesia de San Pedro de Lima, en la calle Cascarilla, en donde actualmente se ubica la Biblioteca Pública de Lima (avenida Abancay).
El historiador Armando Nieto S.J. indica que la apertura de un colegio jesuita en el Perú generó diferentes reacciones, tanto favorables como críticas. Así, en 1878, el diario "El Nacional" traía en su página editorial un párrafo sobre la Compañía de Jesús y sus miembros: 

Explotadores de la conciencia humana – decía el articulista -, enemigos tenebrosos de todo adelanto, expoliadores judaicos de todos los derechos que pervierten la moral y la inteligencia de los pueblos, para levantarse airados con la omnipotencia de sus crímenes que han escarnecido la religión para cubrir sus maldades; que asidos del carro del progreso han querido detenerlo en su marcha triunfal, destrozarlo en los arranques de su cólera insensata, que han escrito con lágrimas, con sangre con fuego y todo, la historia de su vida en las páginas más deshonrosas de la vergüenza humana
(Historia del Colegio De la Inmaculada, A. Nieto SJ, p. 33)

Así, en 1886, la Cámara de Diputados y el Senado aprueban la expulsión de los Jesuitas y ordenan del desalojo del local de San Pedro. Ello genera el cierre de clases entre 1886 y 1888. El entonces presidente, ese mismo año, rehúsa aprobar esta ley del congreso. El Colegio es reabierto y mientras tanto pasa por diferentes locales, entre ellos una casa en la calle Corcovado, hasta que los jesuitas adquieren en remate los terrenos del Jardín "Tivolí Francés", ubicado en la Avenida La Colmena.
Para 1901, se realiza la bendición de la primera piedra del nuevo local de la avenida La Colmena (hoy avenida Nicolás de Piérola) y en 1902 comienza la mudanza. Asimismo, junto al colegio, se inicia la construcción de un templo dedicado a Santo Toribio de Mogrovejo.

### Inicios delsigloXX: El local de "La Colmena"

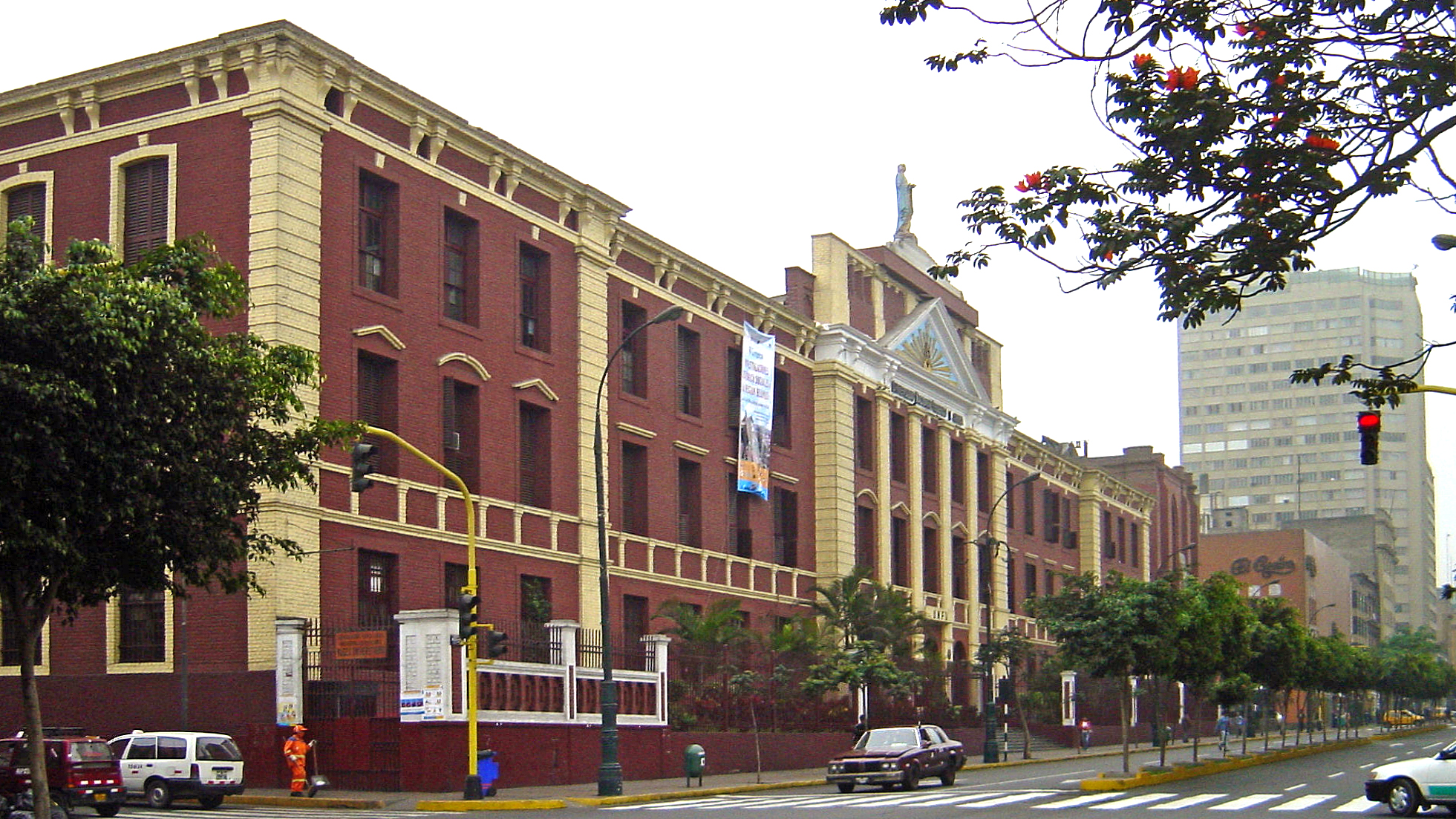
Antigua sede del Colegio de la Inmaculada en el centro histórico de Lima, donde funcionó hasta 1967. Actualmente el edificio alberga a la Universidad Federico Villarreal.

Para ese entonces el colegio, a diferencia de hoy, dividía la enseñanza escolar en 9 años: Ínfima, Preparatoria Inferior, Preparatoria Superior, Curso Preparatorio (Primaria) y Media (Educación Secundaria). En 1913, se finalizó la construcción del templo y en 1920 se terminó la fachada principal del colegio. Mientras tanto, en el colegio se desarrollan diferentes iniciativas culturales, deportivas y religiosas, tales como la Legión Berchmans (grupo Scout del colegio, actualmente Santiago de Surco 117), la Asociación de Exalumnos, la Academia de Ciencia y Geografía, y tradiciones como la festividad a San Luis Gonzaga. Con respecto al ámbito deportivo destacan los campeonatos con el Colegio Nacional de Guadalupe, el Colegio Sagrados Corazones Recoleta y luego con el San Agustín, Santa María, entre otros.
El 24 de mayo de 1940, ocurrió un terremoto que afectó fuertemente varias zonas de Lima. Debido a ello, la Escuela de Agricultura (hoy Universidad Nacional Agraria La Molina), funcionó por un tiempo en el local del colegio de La Colmena. En 1950, al crear la sección infantil, las Siervas de San José reciben la labor de estar a cargo de ella. Durante estos años se da un crecimiento del número del alumnado desde 182 alumnos hasta más de mil. El colegio empezó la construcción de un nuevo y más amplio local en Monterrico (Santiago de Surco) en 1953, año en que se pone la primera piedra.

### El local de Monterrico
En 1956 se inaugura la zona del Infantil en un terreno de 32 hectáreas en Monterrico; esperando hasta 1967 la sección Secundaria para su respectivo traslado hasta el día de hoy. Fueron en total 65 años durante los que funcionó el colegio en el local de La Colmena. En 1968, comienza la iniciativa de ofrecer un turno gratuito por la tarde, de la cual egresaron tres promociones: 1974, 1975 y 1976. Años después, para 1974, las Siervas de San José dejan la zona del infantil del Colegio, cumpliendo veinticuatro años de reconocida labor.
En 1978, el colegio celebró los 100 años de su fundación mediante diferentes eventos, a los que asistió el presidente de la República, General Francisco Morales Bermúdez, exalumno del colegio, quien condecoró al colegio con la Orden del Sol del Perú. Ese mismo año se inaugura el actual estadio escolar. La institución es condecorada por la Municipalidad de Lima, en honor al centenario de su fundación.
Durante las décadas siguientes se construyen un coliseo, laboratorios de ciencias, laboratorios de cómputo e idiomas, entre otros. En la actualidad, año a año se sigue mejorando y ampliando la infraestructura del colegio en beneficio de sus estudiantes.
En 2003, el colegio celebró sus 125 años mediante ceremonias religiosas, verbenas, cenas especiales y diferentes actividades escolares. Se diseñó un logotipo especial el cual fue el emblema de la celebración. El Congreso de la República del Perú le otorgó un reconocimiento al colegio debido a su importante colaboración en el desarrollo de la educación peruana; los actos estuvieron dirigidos por el entonces presidente del congreso, Carlos Ferrero Costa.

## Proyectos ecológicos
En la década del ochenta se sientan las bases para que el Colegio De la Inmaculada sea un colegio moderno y ecológico, que sirva de modelo en Lima y el Perú. El colegio cuenta con proyectos de tratamiento de aguas servidas, lombricultura, biodigestor, granja y zoológico de animales y aves peruanas (algunos animales de la avifauna mundial como las avestruces). El proyecto de tratamiento de aguas servidas lo hizo merecedor del Premio 'Creatividad Empresarial' en el año 2003, en la categoría "Cuidado del Medio Ambiente", otorgado por la Universidad Peruana de Ciencias Aplicadas.

## Coeducación
En 2008, luego de un profundo proceso de análisis y convencidos de la necesidad de abrir el colegio a la educación de hombres y mujeres para los demás, se decide presentar la propuesta sustentada de ser un colegio coeducativo al Padre General de los jesuitas en Roma, máxima autoridad de la Compañía de Jesús, la cual fue aprobada a los pocos meses de su presentación.
Desde aquel entonces, el colegio hizo mejoras en la infraestructura y cambios curriculares con el fin de recibir a los niños y niñas en 2010. La primera promoción coeducativa, llamada "Augusto Vargas Alzamora SJ", egresó en 2021, año del Bicentenario de la Independencia del Perú.

## ASIA Inmaculada Lima
La Asociación de Antiguos Alumnos de la Compañía de Jesús – ASIA Inmaculada Lima es la institución que tiene por objeto fomentar y conservar entre los antiguos alumnos de los colegios y universidades dirigidos por la Compañía de Jesús (Jesuitas) en general y entre los exalumnos del Colegio De la Inmaculada, Jesuitas – Lima de Perú, en particular, los vínculos de amistad, compañerismo y solidaridad adquiridos durante su formación escolar o, de ser el caso, universitaria, para lo cual promueve y realiza actividades culturales, deportivas, educativas, recreativas, religiosas, de beneficencia, sociales o de cualquier otra naturaleza similar. ASIA son las siglas en latín de Antiqui Societatis Iesu Alumni (Antiguos Alumnos de la Compañía de Jesús).
ASIA Inmaculada Lima forma parte de la Unión Latinoamericana y del Caribe de Antiguos Alumnos Jesuitas (UASIALAC) y de la Unión Mundial de Antiguos Alumnos de la Compañía de Jesús (WUJA).